# Tetragonopterus chalceus
Tetragonopterus chalceus (Spix & Agassiz), conhecido popularmente como matupiri, é um peixe teleósteo da família dos caracídeos. É nativo da Amazônia. Possui coloração prateada, com dorso escuro e abdômen branco. Alimenta-se de invertebrados aquáticos, sementes e restos animais.

## Etimologia
"Matupiri" originou-se do tupi matupi'ri.